# Alain Simon
Alain Simon (* 6. Dezember 1941 in Le Locle) ist ein Schweizer Bildender Künstler und Kunstlehrer. Sein Werk umfasst Malerei, Zeichnungen, Grafik, Fotografie, Super-8-Filme, Videos, Installationen und Performance.

## Leben und Werk
Alain Simon studierte von 1960 bis 1963 Malerei an der Allgemeinen Gewerbeschule Basel. Seine Lehrer waren Martin Alfred Christ, Walter Bodmer und Lenz Klotz. An der Schule befreundete er sich mit Werner von Mutzenbecher und Hans Rémond. Beide führten Simon durch Diskussionen und anhand ihrer eigenen Arbeiten in den abstrakten Expressionismus amerikanischer Künstler ein, insbesondere den von Willem de Kooning und Franz Kline. In der Folge schuf Alain Simon ab 1961 abstrakte Werke.
Später lernte er Maler kennen, die sich um Arnold Rüdlinger gruppierten. Zudem befreundete sich Simon mit dem Künstler Marcel Schaffner. In dieser Zeit entstanden grossformatige Zeichnungen aus Grafitpulver. 1967 bemalte Alain Simon die Wände in abrissbereiten Gebäuden. Ab 1968 begann er in der Natur zu arbeiten und fing an zu fotografieren. Auch machte er mehrere kurze Super-8-Schwarzweissfilme. In den folgenden Jahren schuf Simon u. a. mehrere Rauminstallationen, Siebdrucke und Videos.
Alain Simon erhielt zahlreiche Kunststipendien. Seine Werke stellte er in zahlreichen Einzel- und Gruppenausstellungen aus. Von 1999 bis 2007 unterrichtete er an der Hochschule Nordwestschweiz und an der Hochschule für Gestaltung und Kunst (HGK), Abteilung Hyperwerk. Seine Werke befinden sich in öffentlichen wie auch privaten Sammlungen.